# Dave Arneson
Dave Arneson, född 1 oktober 1947 i Hennepin County, Minnesota, död 7 april 2009 i Saint Paul, Minnesota, var en amerikansk rollspelsdesigner, tillsammans med Gary Gygax upphovsman till Dungeons & Dragons, världens första rollspel. Arneson avled i cancer den 7 april 2009.

## Fotnoter
1. 1 2  Encyclopædia Britannica, Encyclopædia Britannica Online-ID: biography/Dave-Arnesontopic/Britannica-Online, läst: 9 oktober 2017.[källa från Wikidata]
2. ↑  läs online, www.shacknews.com .[källa från Wikidata]